# Gondaísque
Gondaísque (llamada oficialmente Santa María de Gondaísque) es una parroquia española del municipio de Villalba, en la provincia de Lugo, Galicia.

## Organización territorial
La parroquia está formada por diez entidades de población, constando nueve de ellas en el nomenclátor del Instituto Nacional de Estadística español:
- Bustelo
- Castro (O Castro)
- Currás (Os Currás)
- Fontedor
- Igrexa (A Igrexa)
- Ponte Trimaz
- O Alto
- O Espiño
- O Pumariño
- O Xestal

## Demografía
| Gráfica de evolución demográfica de Gondaísque entre 2000 y 2021 |
|                                                                  |
| Datos según el nomenclátor publicado por el INE.                 |